# 양산 포교당 석조관음보살좌상
양산 포교당 석조관음보살좌상(梁山 布敎堂 石造觀音菩薩坐像)은 대한민국 경상남도 양산시 북부동에 있는 조선시대의 석조관음보살좌상이다. 2009년 3월 5일 경상남도의 유형문화재 제478호로 지정되었다.

## 개요
이 석조관음보살좌상(石造觀音菩薩坐像)은 통도사 양산포교당 3층 극락보전(極樂寶殿)의 향우측 불단(佛壇)에 봉안되어 있는데, 결가부좌(結跏趺坐)한 모습의 이 보살상은 일명 불석(沸石)으로도 불리는 석재로 조각하여 도금된 상태이다. 전체적으로 얼굴에 비해 보관(寶冠)이 높은 편이며 또한 결가부좌한 하부는 몸체에 비해 빈약하다. 보살상의 지발(地髮)은 검은 안료로 채색하고 눈썹과 입술은 녹색과 적색 안료로 채색되어 있으며 눈은 점안(點眼)되어 있는 상태이다. 하부에 개금이 벗겨져 붉은 옻칠 흔적이 드러나 있으나 전체적으로는 보존상태가 양호하며, 대좌는 후대에 동(銅)으로 별조한 것인데 복(伏)·앙(仰) 연화대좌이다.
그리고 2007년 11월 28일 사측에서 개금불사(改金佛事)를 하던 중 보살상의 복장공(腹藏孔)에서 발원문(發願文), 관세음성상도분발원문(觀世音聖像塗粉發願文), 후령통(喉鈴筒), 산질(散帙)의 묘법연화경(妙法蓮華經) 등의 복장물(腹藏物)을 확인한 후 별도로 보관하고 있다.

## 참고 문헌
- 양산 포교당 석조관음보살좌상 - 국가유산청 국가유산포털